# Fundamentalismo judío
El fundamentalismo judío ( en hebreo: פונדמנטליזם יהודי; Pondamentalism Yahodi) puede referirse, a los judíos partidarios del sionismo religioso, o bien a los judíos ultraortodoxos jaredíes. El término «fundamentalismo» se usó originariamente con referencia al fundamentalismo cristiano, pero hoy en día se refiere comúnmente a los movimientos anti-modernistas de cualquier religión que se basan en la interpretación literal de las escrituras religiosas.
Al igual que otros movimientos fundamentalistas, el fundamentalismo judío suele presentarse como la única forma válida de judaísmo, cultura judía y verdad. Sin embargo, el sionismo religioso y el judaísmo ultraortodoxo, los dos movimientos más ampliamente asociados con el fundamentalismo judío, difieren de manera significativa e históricamente se han opuesto entre sí (pero recientemente ha habido más superposición debido al surgimiento del movimiento Hardal). El sionismo religioso está más asociado con el extremismo político, mientras que el judaísmo ultraortodoxo está asociado con hombres que estudian la Torá todos los días y se aseguran de que todas las acciones estén en línea con la voluntad de Hashem.

## Judaísmo haredí
El judaísmo haredí está formado por grupos dentro del judaísmo ortodoxo que se caracterizan por su estricta adhesión a la halajá (ley judía) y tradiciones en oposición a los valores y prácticas modernos. A sus miembros se les suele denominar ultraortodoxos en inglés; sin embargo, el término "ultraortodoxo" es considerado peyorativo por muchos de sus seguidores, que prefieren términos como estrictamente ortodoxo o haredi. Los judíos ultraortodoxos se consideran el grupo de judíos más auténtico desde el punto de vista religioso, pero otros movimientos del judaísmo no están de acuerdo.

## Sionismo religioso
El sionismo religioso es una ideología nacionalista que combina el sionismo y el judaísmo ortodoxo. Comenzó principalmente con las enseñanzas del rabino Abraham Isaac Kook, quien vio el sionismo como parte de un plan divino para devolver a los judíos a su patria y eventualmente provocar la venida del Mesías. El sionismo religioso ganó un nuevo impulso después de la Guerra de los Seis Días en 1967, cuando Israel conquistó Cisjordania, un territorio palestino rico en historia bíblica. El movimiento de colonos ultranacionalistas Gush Emunim despegó bajo el liderazgo de Tzvi Yehudah Kook y encabezó la proliferación de asentamientos israelíes en los territorios palestinos ocupados. El sionismo religioso sigue siendo un término relativamente amplio que abarca tanto a elementos moderados como a extremistas. Los elementos extremistas se asocian frecuentemente con el racismo y la violencia antiárabes, frecuentemente con una fuerte inspiración ideológica procedente del kahanismo. Se ha asociado al kahanismo con el terrorismo contra el pueblo palestino, y en algunas ocasiones, los colonos ultranacionalistas judíos también han cometido actos de vandalismo contra las FDI. El grupo ultranacionalista judío de los jóvenes de las colinas ha sido relacionado con las formas más extremas del sionismo religioso.